# 長崎県立西陵高等学校
長崎県立西陵高等学校（ながさきけんりつせいりょうこうとうがっこう、英語: Nagasaki Prefectural Seiryo High School）は、長崎県諌早市多良見町化屋にある県立高等学校。
長崎県立の高等学校の中では、統合によって新設された学校（島原翔南高等学校、鳴滝高等学校）や学科改編で校名変更した学校（長崎明誠高等学校、五島海陽高等学校等）を除けば、最も新しく設置された学校である。

## 設置学科
全日制課程
- 普通科（単位制（進学重視型））[1]
  - 2年次より
    - 理系
    - 文系

  - 3年次より細分化
    - 理系
      - 理系I類（理学部・工学部・教育学部（理系科目）・農学部・水産学部を目指す生徒対象）
      - 理系II類（看護学部・生活系学部を目指す生徒対象）
      - 理系III類（医学部・歯学部・薬学部を目指す生徒対象）

    - 文系
      - 文系I類（人文学部・教育学部（文系科目）を目指す生徒対象）
      - 文系II類（法学部・経済学部を目指す生徒対象）
      - 文系III類（芸術学部・体育学部を目指す生徒対象）

## 沿革

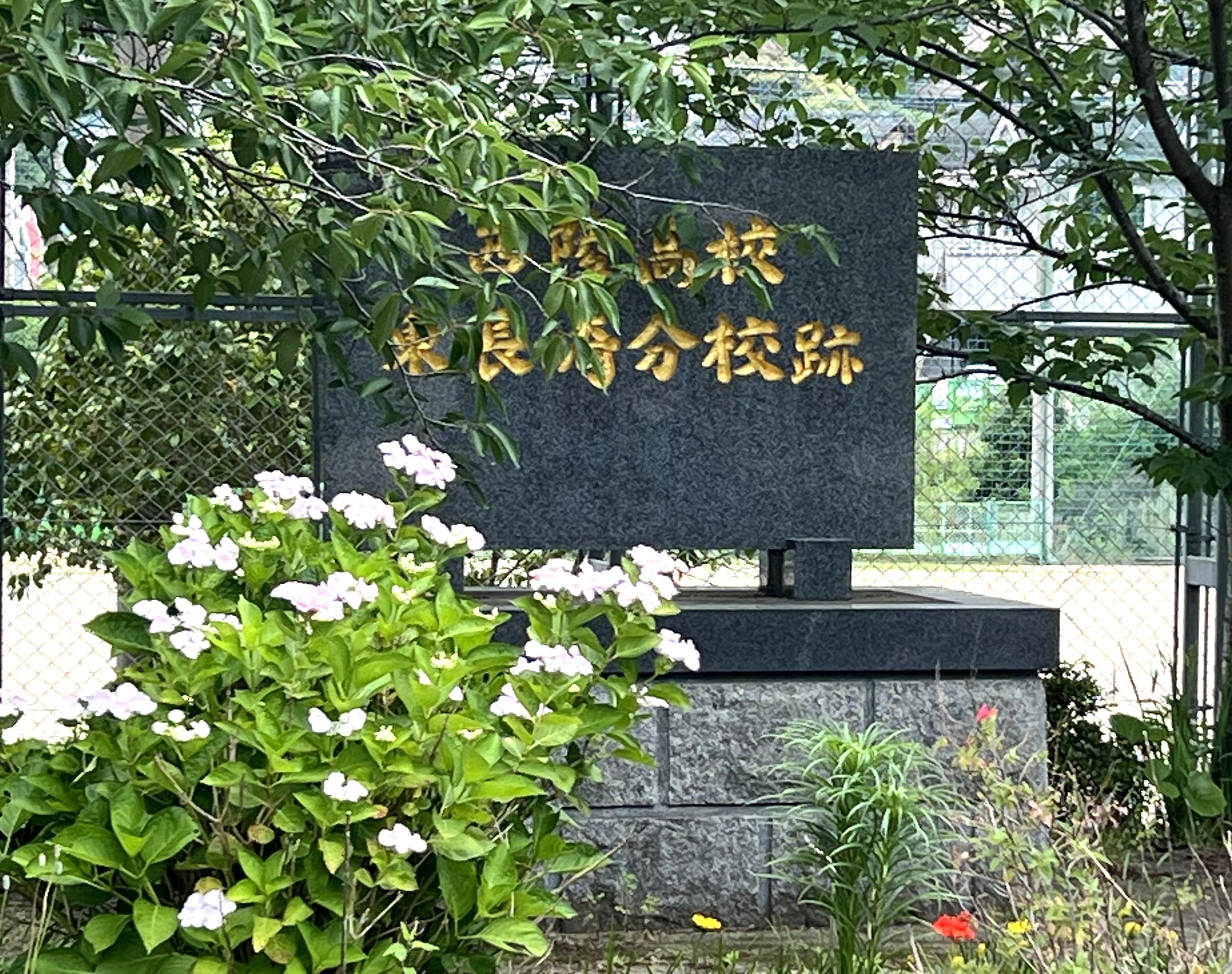
旧・東長崎分校跡

### 年表
- 1986年（昭和61年）
  - 3月 - 4月の開校に伴い、諫早高等学校との総合選抜試験（諫早二校）を開始[2]。
  - 4月1日 - 長崎県立西陵高等学校が開校。
- 1994年（平成6年）4月 - 諫早農業高校より、東長崎分校（長崎市古賀町）が移管される。
- 1995年3月 - 総合選抜制度の一部改編。
  - 応用文科コース、応用数理コースを各1学級設置し、一部ではあるが、受験生が直接西陵高校を選択できるようにした。
  - 推薦入試を開始。
- 2002年3月 - この時の入試をもって総合選抜を廃止。最後の総合選抜試験となった[2]。
- 2003年
  - 3月 - 総合選抜廃止に伴い、単独選抜を開始。一般入試での面接試験を開始。応用文科コースと応用数理コースを廃止。
  - 4月 - 単位制となる。2学期制を導入[注釈 1]。
- 2007年3月 - 東長崎分校[注釈 2]を閉校。

## 校訓
- 三綱 - 「自律・進取[注釈 3]・友愛」
- 三領 - 「ゆたかに（徳）・さとく（智）・すこやかに（体）」

## 校章
- 校樹である銀杏を図案化したもので、中央には「高」の文字（俗字体のはしご高）。

## 校歌
- 作詞: 森大鈴（俳人、元長崎県高等学校教諭、本名は森秀一）[3]
- 作曲: 松岡貴史

3番まである。校樹の「銀杏」や校訓の中の「進取」、「友愛」といった言葉が入っている。

## 制服
- 男女ともにブレザー、ネクタイ着用。

## ボタンの意匠
- 加野尚志（元長崎県立高校美術科教諭、画家）によるデザイン。
- 西陵 (SEIRYO) のSとRを組み合わせたもの。

## 学校行事
2学期制
前期
- 4月 - 始業式、入学式、対面式、新入生歓迎会、文化部発表会
- 5月 - 第1回考査、生徒総会
- 6月 - 高総体、SR[注釈 4]学習体験、生徒会役員選挙
- 7月 - 第2回考査、校内球技大会、夏季補習
- 8月 - 学習合宿、平和学習（9日、長崎原爆の日）、夏季補習
- 9月 - 文化祭、体育祭、第3回定期考査
- 10月始め - 前期終業式

後期
- 10月中旬 - 後期始業式
- 11月 - 県総文祭
- 12月 - 高2関東修学旅行、第4回定期考査、生徒会役員選挙
- 2月 - マラソン大会、第5回定期考査
- 3月 - 卒業式、卒業生を送る会、球技大会、生徒総会、終業式

## 部活動
運動部
- 剣道部
- ソフトテニス部
- テニス部（硬式）
- バスケットボール部
- バレーボール部
- バドミントン部
- 陸上部
- 弓道部
- 野球部（男）
- サッカー部（男）
- 柔道部
- ラグビー部（男）
- 水泳部
- カヌー部

文化部
- 新聞部
- 吹奏楽部
- 放送部
- 写真部
- 美術部
- 調理部
- 英語部
- 図書部
- 文芸部
- 科学部
- 茶道部

## アクセス
- 最寄りの駅
  - JR九州
    - 喜々津駅より徒歩15分
- 最寄りのバス停
  - 長崎県営バス
    - 西陵高校バス停（西陵高校発着バス、スクールバス）
    - 西陵高校入口バス停、喜々津通りバス停（一般路線バス）より徒歩10分
- 最寄りの国道・県道
  - 国道34号
    - 長崎市方面からは久山（くやま）交差点で右折
    - 諫早市中心部からは久山交差点で左折

  - 長崎県道138号田結久山線

## 周辺[どこ?]
- 長崎県立希望が丘高等特別支援学校
- 西諫早幼稚園
- 多良見保育園
- 長崎原爆諫早病院
- 慈恵病院

## 著名な出身者
- 池田賢生（柔道家）
- 渡辺航（漫画家）
- 草場道輝（漫画家）
- 赤坂俊輔（競艇選手）
- 釜元豪（プロ野球選手）
- 南野やじ（お笑いタレント）
- 松田小百合（タレント）